# Ilaria Spirito
Ilaria Spirito (Albisola Superiore, 20 febbraio 1994) è una pallavolista italiana, libero del Chieri '76.

## Carriera

### Club
La carriera di Ilaria Spirito inizia nel 2008 nell'Albisola, in Serie C, mentre nell'annata successiva gioca per la Lanterna Volley Genova, in Serie B1. Nella stagione 2010-11 viene ingaggiata dal Busto Arsizio con cui disputa il campionato di Serie B2 e poi, dalla stagione 2012-13 quello di Serie B1: in questo arco di tempo ottiene comunque qualche sporadica convocazione nella squadra che milita in Serie A1, dove entrerà in pianta stabile dalla stagione 2013-14.
Per il campionato 2014-15 fa parte della squadra federale del Club Italia, in Serie A2, dove resta per due annate. Nella stagione 2016-17 torna al club di Busto Arsizio, dove resta per due annate, nel corso delle quali viene rinominato UYBA.
Nella stagione 2018-19 si accasa al Casalmaggiore, sempre in Serie A1, per poi firmare, per l'annata 2020-21 con il Roma Club, in Serie A2, con cui conquista la promozione nella massima divisione, dove, nel campionato successivo, partecipa con il Cuneo Granda. Nell'annata 2022-23 si trasferisce al Chieri '76, sempre in massima serie, con cui vince la WEVZA Cup, la Challenge Cup e, nella stagione successiva, la Coppa CEV.

### Nazionale
Con la nazionale under 19 vince la medaglia di bronzo al campionato europeo di categoria. 
Nel 2015 ottiene le prime convocazioni nella nazionale maggiore, con cui nel 2024 conquista l'oro alla Volleyball Nations League e ai Giochi della XXXIII Olimpiade di Parigi.

## Palmarès

### Club
- Coppa CEV: 1

2023-24
- Challenge Cup: 1

2022-23
- WEVZA Cup: 1

2022

### Nazionale (competizioni minori)
- Campionato europeo under 19 2012